# William R. Purnell
Contra-almirante William Reynolds Purnell (6 de setembro de 1886 - 3 de março de 1955) foi um oficial da Marinha dos Estados Unidos que serviu na Primeira Guerra Mundial e na Segunda Guerra Mundial. 

## Carreira
Formado em 1908 pela Academia Naval dos Estados Unidos, foi capitão de destróieres durante a Primeira Guerra Mundial. Foi condecorado com a Cruz da Marinha por seu papel na proteção de comboios contra submarinos alemães como comandante do USS Lamson.
Ele foi promovido a contra-almirante em novembro de 1941. Durante a Segunda Guerra Mundial, ele foi chefe de gabinete da malfadada Frota Asiática no início da Guerra do Pacífico. Mais tarde, ele serviu como Chefe Adjunto de Operações Navais para Material. Ele era o representante da Marinha no Comitê Conjunto de Novas Armas e Equipamentos e, a partir de setembro de 1942, o representante da Marinha no Comitê de Política Militar, o comitê de três homens que supervisionava o Projeto Manhattan. Purnell ajudou a coordenar suas atividades com as da marinha. Em 1945, viajou para Tinian como representante do Comitê de Política Militar e coordenou os preparativos para o bombardeio atômico de Hiroshima e Nagasaki com comandantes do exército e da marinha no Pacífico. Aposentou-se da marinha em 1946 e morreu em 1955.